# Encentrum kulmatyckii
Encentrum kulmatyckii är en hjuldjursart som beskrevs av Wiszniewski 1953. Encentrum kulmatyckii ingår i släktet Encentrum och familjen Dicranophoridae. Inga underarter finns listade i Catalogue of Life.